# Myrmornithinae
Myrmornithinae es una subfamilia propuesta de aves paseriformes perteneciente a la familia Thamnophilidae, que agrupa a tres especies en géneros monotípicos, nativas de la América tropical (Neotrópico), donde se distribuyen desde el sur de México, por América Central y del Sur, hasta el sur de la cuenca amazónica.

## Taxonomía
Los datos genéticos de sucesivos autores demuestran que los géneros Pygiptila y Thamnistes están hermanados entre sí y que este par está hermanado  a Myrmornis. Se propuso que los tres géneros sean colocados en una subfamilia separada Myrmornithinae, una de las tres subfamilias, junto a Euchrepomidinae y Thamnophilinae, que Ohlson et al. (2013) propuso dividir a la familia Thamnophilidae.

## Géneros
Según el ordenamiento propuesto, la presente subfamilia agrupa a los siguientes géneros:
- Myrmornis
- Pygiptila
- Thamnistes